# Christian Till
Christian Till (* 16. August 1977 in Rosenheim) ist ein ehemaliger deutscher Eishockeytorwart, der zuletzt beim EHC Bad Aibling in der bayerischen Landesliga unter Vertrag stand.

## Karriere
Nachdem Till die Nachwuchsabteilung der Starbulls Rosenheim durchlaufen hatte, wechselte er zur Saison 1994/95 zur ersten Mannschaft in die DEL, wo er in der Saison 1995/96 das erste Mal in der höchsten deutschen Spielklasse eingesetzt wurde.
Mit dem EHC Bad Aibling, bei dem er zwischen 1998 und 2000 im Tor stand, gelang ihm in der Saison 1998/99 der Aufstieg in die Oberliga.
Nach diesem Erfolg verließ Till den EHC Bad Aibling und schloss sich zur Saison 2000/01 dem EHC München an, der zu dieser Zeit in der Bayernliga spielte. In der Saison 2002/03 gelang ihm auch in München der Aufstieg in die Oberliga, woraufhin er den Verein verließ, um sich dem ERSC Ottobrunn anzuschließen.
Nach zwei Jahren in Ottobrunn wechselte er zur Saison 2005/06 zum EAC Bad Reichenhall und zur Saison 2006/07 kehrte er zum EHC Bad Aibling zurück, bei dem er bis 2011 unter Vertrag stand.